# Carlos Pacheco
Carlos Pacheco Perujo  (San Roque, 13 de novembro de 1961 - 9 de novembro de 2022) foi um escritor e desenhista espanhol, conhecido por seu trabalho em séries de histórias em quadrinhos americanas, como Superman (durante o aclamado arco A Queda de Camelot, escrito pelo roteirista americano Kurt Busiek), Vingadores Eternamente e Quarteto Fantástico. Enquanto nos dois primeiros trabalhou apenas como ilustrador, acumulou, durante sua passagem pela revista do Quarteto Fantástico, as funções de roteirista e arte-finalista. É o cocriador, ao lado de Busiek, da série Arrowsmith, indicada ao Prêmio Eisner de "Melhor Minissérie" em 2004.